# Flexitarianisme
El terme flexitarianisme designa el règim alimentari bàsicament vegetarià que inclou el consum esporàdic de carn i peix. A vegades també s'anomena semivegetarianisme. S'utilitzen també les formes flexitarià o flexitariana per a referir-se a la persona que segueix aquest règim.
El concepte implica una actitud flexible en relació amb l'alimentació i sovint, com els altres termes del mateix àmbit (veganisme, vegetarianisme, etc.), està relacionat amb un estil de vida determinat amb connotacions socials, culturals i ètiques. Són adeptes d'una dieta basada en la flexibilitat, la riquesa nutricional i la diversitat. Consumeixen productes animals en petita dosi i sense sentiment de culpa.
El terme és un mot creuat format per la truncació dels mots flexi(ble) i (vege)tarianisme o (vege)tarià, creat de manera paral·lela al que han fet altres llengües.